# 廻神氏吉
廻神 氏吉（めぐりかみ うじよし）は、戦国時代の武将。毛利氏家臣。父は松田氏行。弟は廻神就吉。

## 生涯
備後国の松田氏行の長男として生まれ、毛利元就に仕える。
初めは「松田氏吉」と名乗ったが、備後国三谿郡廻神村に住したことから、氏吉の代から廻神氏を名乗るようになった。
その後、氏吉は父と共に出雲国で戦死したため、弟の就吉が後を継いだ。